# 5413 Smyslov
5413 Smyslov è un asteroide della fascia principale. Scoperto nel 1977, presenta un'orbita caratterizzata da un semiasse maggiore pari a 3,1597240 UA e da un'eccentricità di 0,1445723, inclinata di 0,42702° rispetto all'eclittica.